# 소년과 원자
소년과 원자(A boy and his atom)는 미국에서 제작된 니코 카사베키아 감독의 2013년 애니메이션 영화이다.
이 단편 영화는 IBM 리서치에 의해 유튜브를 통해 개봉되었다. 1분 길이의 이 영화는 100,000,000배 확대가 가능한 주사 터널링 현미경으로 일산화 탄소 분자들을 움직이면서 만들어졌다.